# Базилика Тонгеренской Богоматери
Базилика тонгеренской Богоматери — самая большая церковь Тонгерена, города на юге бельгийской провинции Лимбург. Башня базилики (вместе с другими бельгийскими и французскими беффруа) внесена в список всемирного наследия ЮНЕСКО под номером ID 943—024.
На протяжении большей части истории церковь Богоматери в Тонгерене имела статус капитульной церкви. Наиболее ранний сохранившийся документ, упоминающий капитул относится к 964 году и описывает перенос мощей святого Ландоальда в Гент. С другой стороны, мало вероятно чтобы капитул возник до 750 года, которым датируется Regula canonicorum святого Хродеганга, определившая правила жизни секулярного клира. До этого периода в Тонгерене возможно находилась епископская кафедра. Капитульной церковью церковь Богоматери оставалась вплоть до 1797 года, когда в ходе французской оккупации произошла реорганизация церкви. Статус базилики был присвоен церкви папой Пием XI 20 февраля 1931 года.
Строительство сегодняшней базилики началось в 1240, после того как предыдущая в романском стиле сгорела в ходе боев между графом Лоон, герцогом Брабанта и князь-епископом Льежским. Строительство продолжилось до 1536 года. Строительство беффруа продолжалось с 1442 по 1541 год.
Церковь неоднократно горела. После пожара 1677 года, вызванного бомбардировкой города французским генералом Кальво Людовик XIV выделил на реставрацию церкви 20 000 франков, огромную для того времени сумму. Денег этих, однако, не хватило на восстановление беффруа и оно началось только в 1707 году. В 1750 году в церкви был установлен орган: это единственный сохранившийся сегодня действующий орган Жана-Батиста Лё Пикара (фр. Jean-Baptiste Le Picard). В 1798 году всё церковное имущество было распродано, однако по окончании французской оккупации владельцы органа вернули его церкви.
В XIX веке церковь была отреставрирована согласно тогдашним представлениям о готическом стиле. В ходе этой реставрации была окончательно утрачена роспись церкви. Строительство южных ворот привело к укорочению изначального зала капитула.

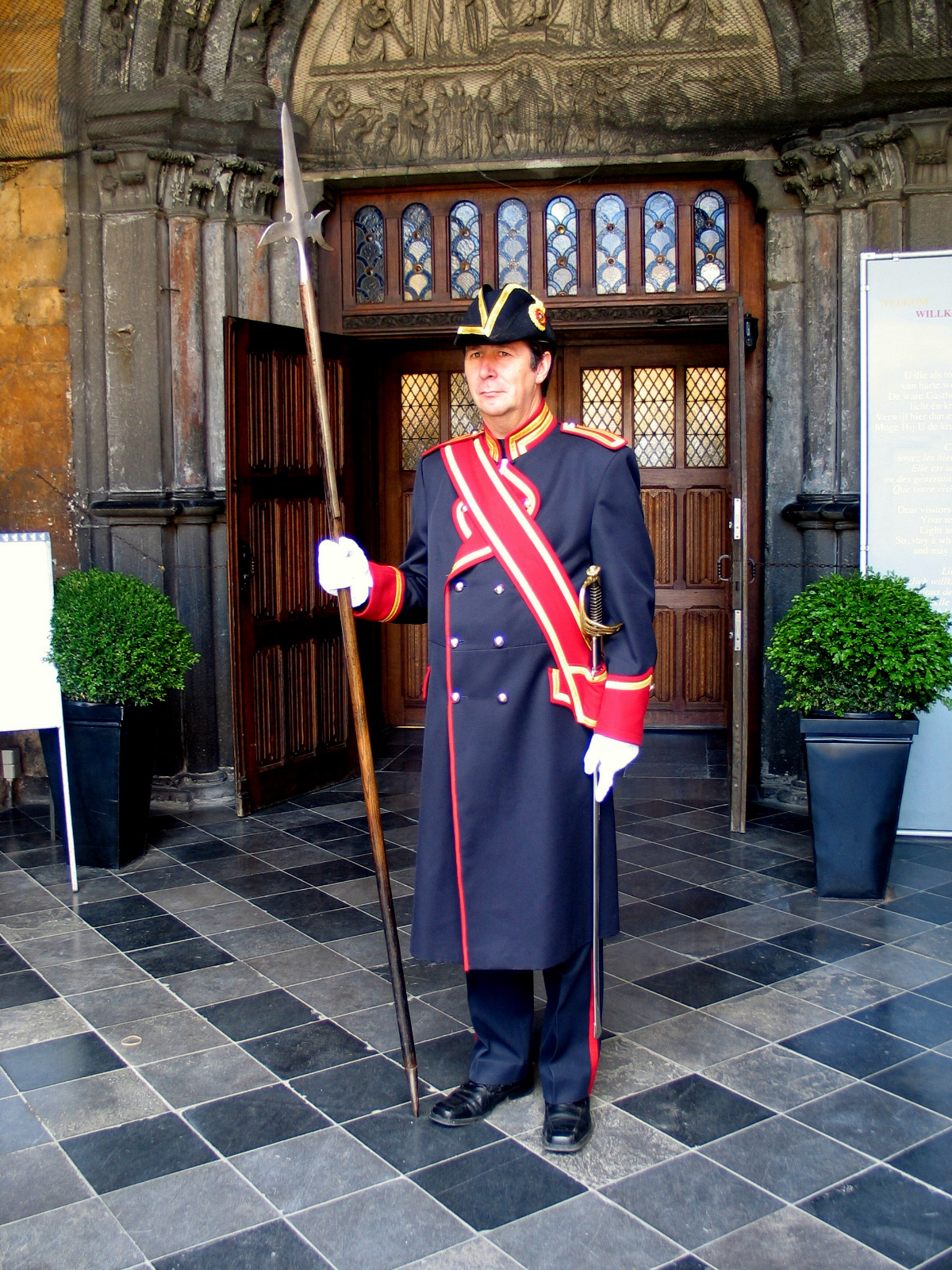
Церковный сторож
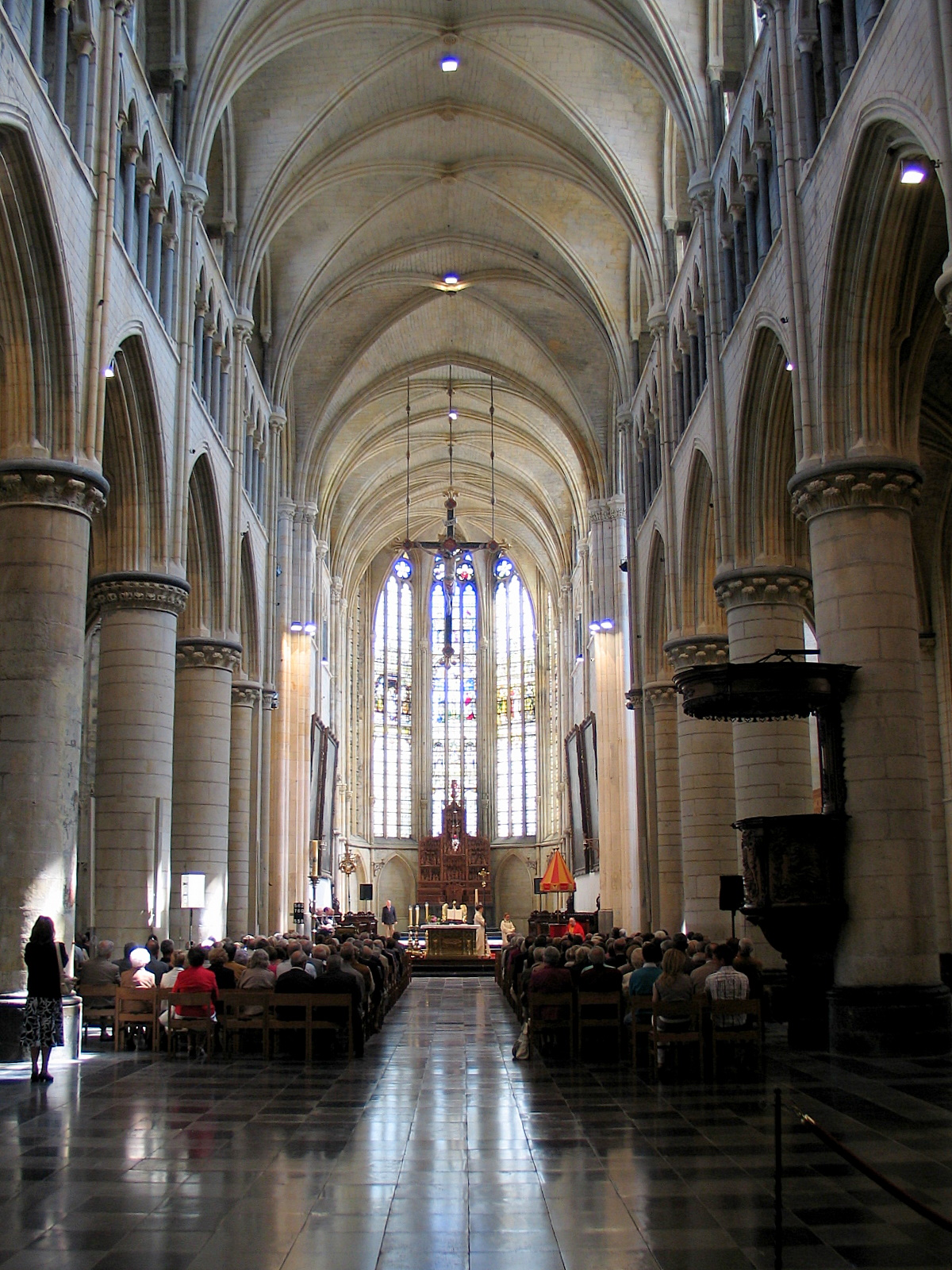
Интерьер базилики
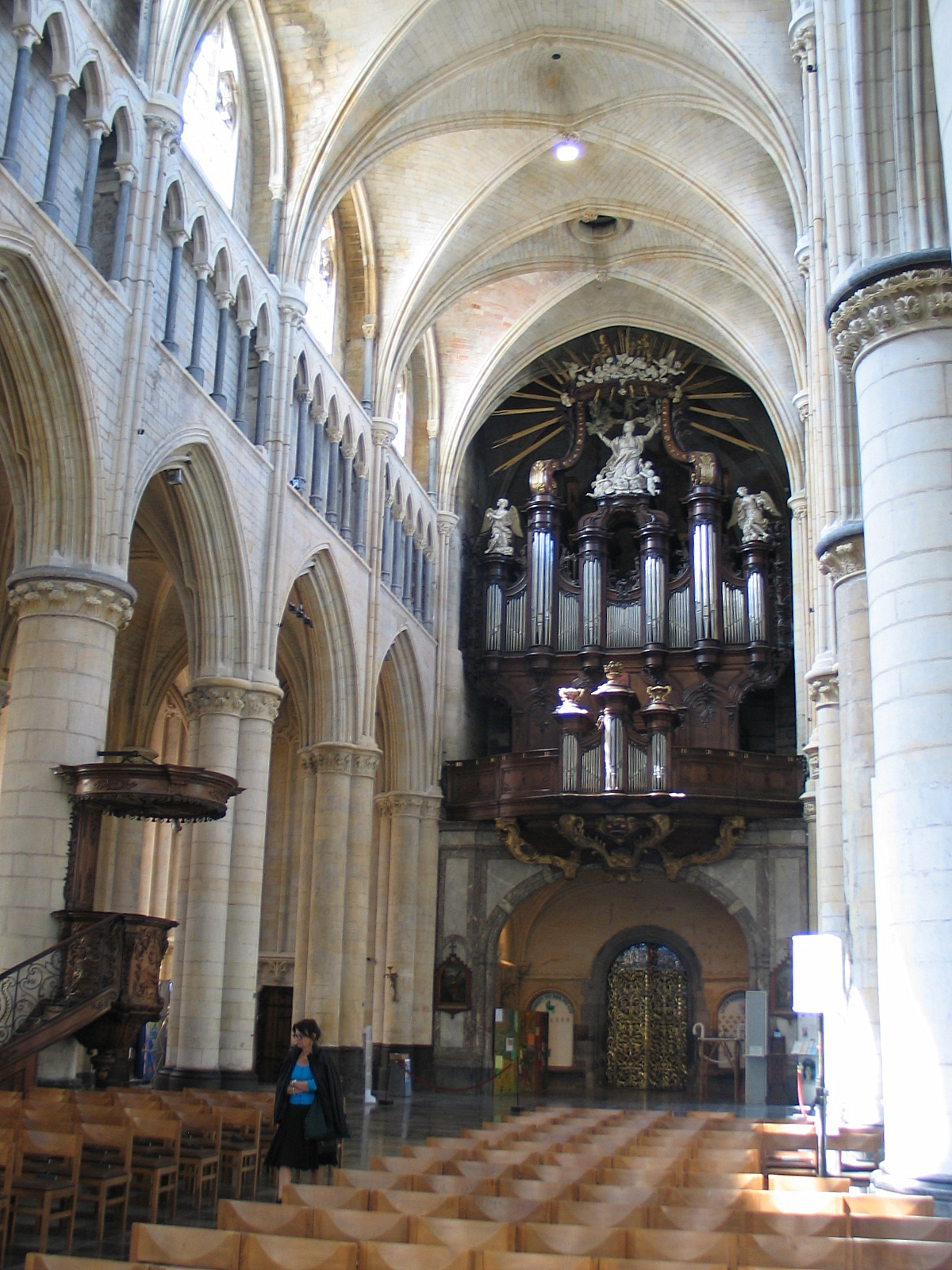
Орган
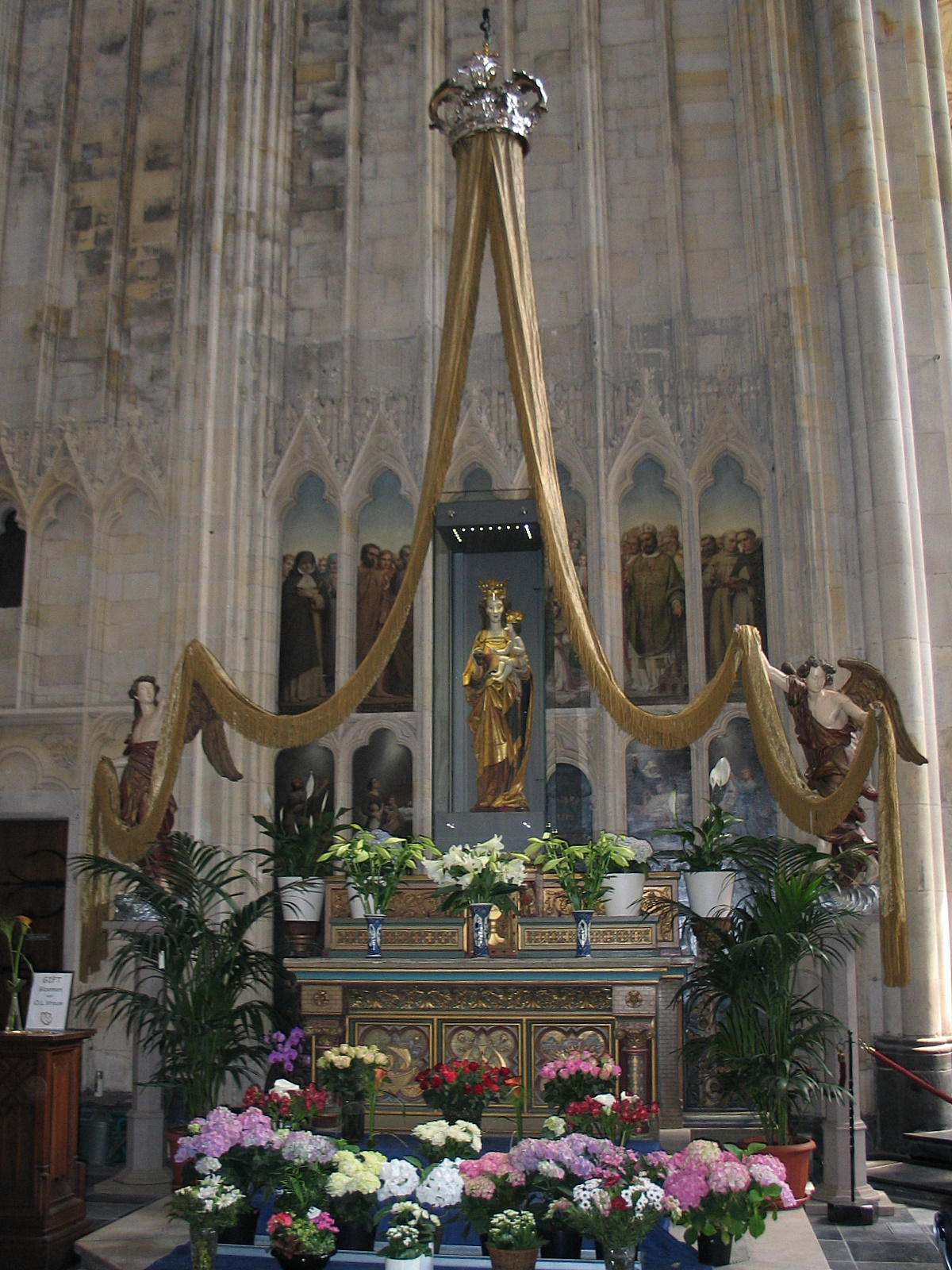
Богоматерь радости
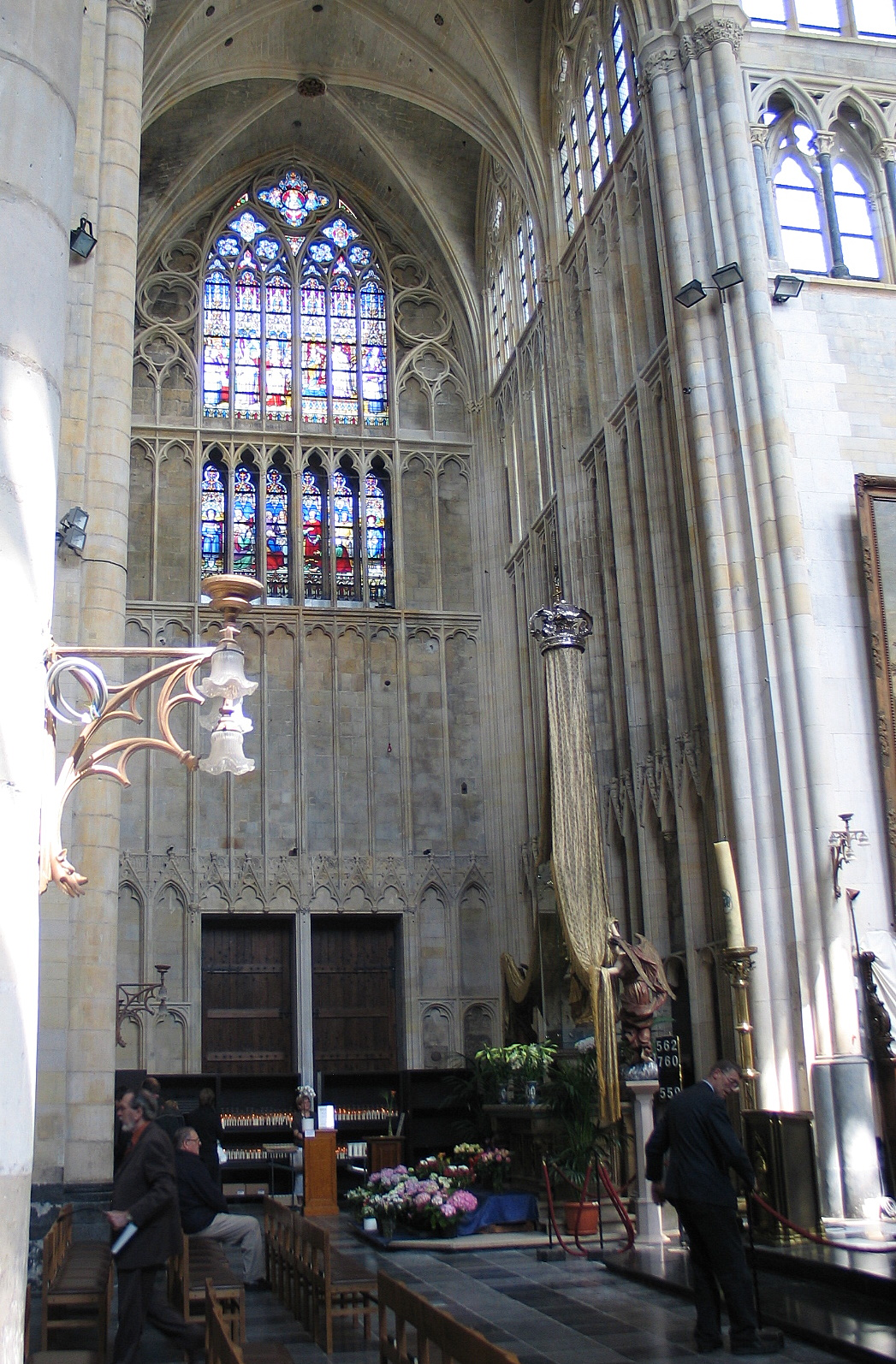
Трансепт
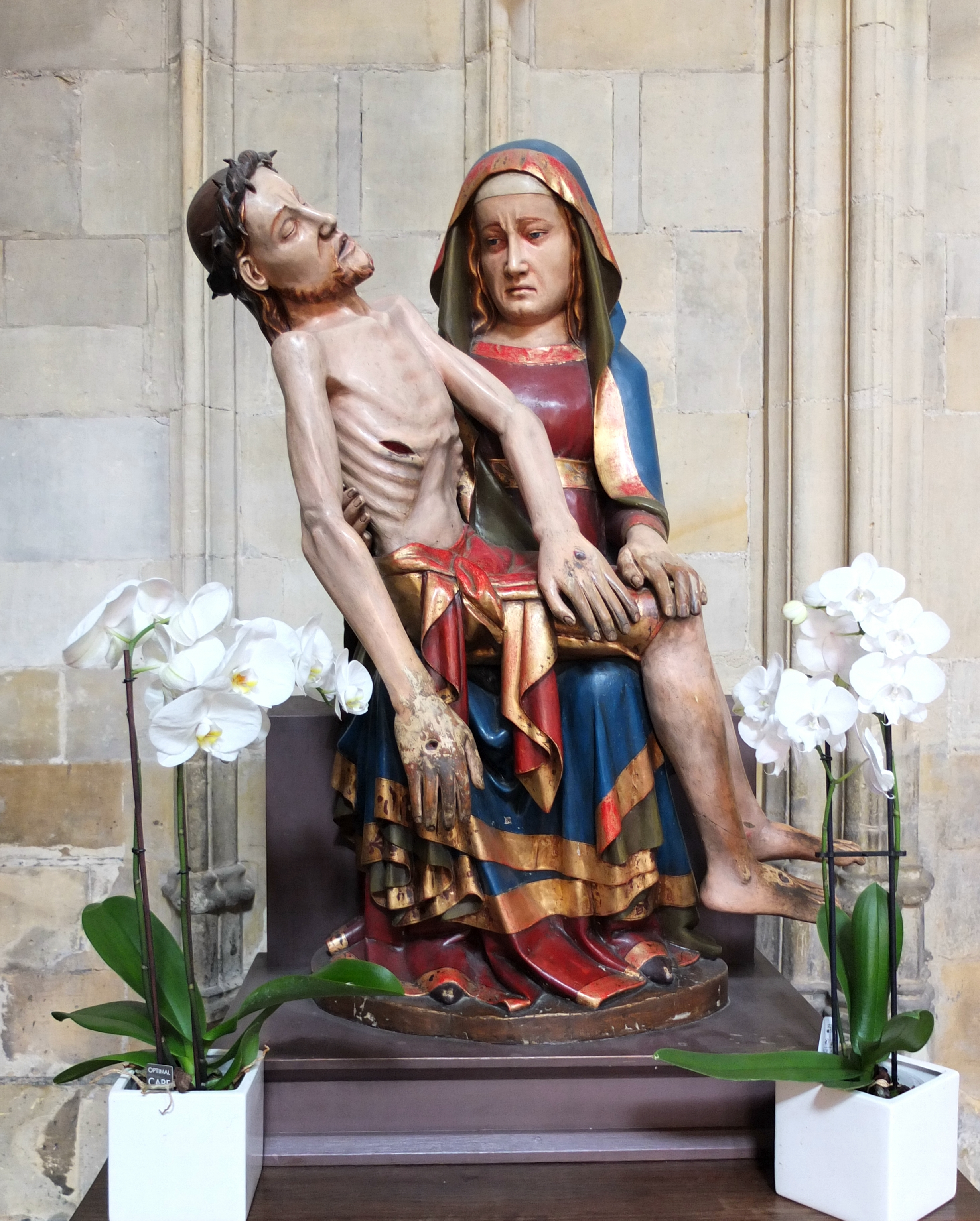
Пьета